# Receiver Automatic Programming System
Il Receiver Automatic Programming System (in breve RAPS) è una funzione attivabile su alcuni decoder o ricevitori satellitari, principalmente di produzione tedesca.
Essa consente di ordinare l'elenco delle emittenti televisive e radiofoniche a seconda di tabelle preimpostate per ogni singolo paese, e con la possibilità di inserire un filtro per evitare la presenza di canali per adulti.
Questi elenchi, aggiornati settimanalmente, e prelevabili mediante download da satellite Astra (transponder 113) sono personalizzati per diversi paesi europei (Italia compresa) e gestiscono la quasi totalità dei canali trasmessi dai satelliti Astra, Hotbird e Turksat.
Le liste dei canali sono disponibili anche per i seguenti paesi: Germania, Austria, Svizzera, Paesi Bassi, Penisola balcanica, Francia, Turchia.